# Federica Lombardi

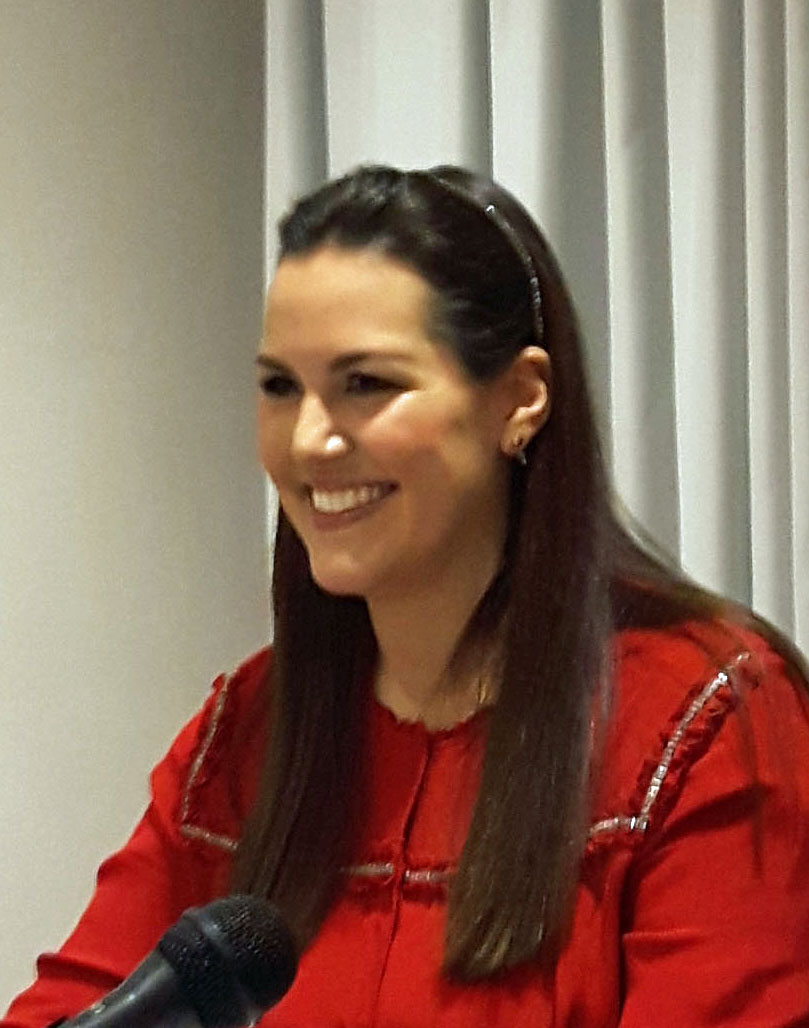
Federica Lombardi (2017)

Federica Lombardi (* 1989 in Cesena) ist eine italienische Opernsängerin (Sopran).

## Leben
Federica Lombardi studierte Gesang am Conservatorio Bruno Maderna in Cesena, am Liceo Musicale Angelo Masini in Forlì und an der Accademia A.R.T. Musica in Rom bei Romualdo Savastano. Zudem besuchte sie Meisterkurse bei Fiorenza Cossotto, Mirella Freni und Rajna Kabaiwanska. Ihre ersten Auftritte in bedeutenden Rollen hatte sie 2014 an den Spielstätten des Circuito Lirico Lombardo als Donna Elvira in Don Giovanni und 2015 als Gräfin in Le nozze di Figaro. 2015 nahm sie am Young Singers Project der Salzburger Festspiele teil. Während der Spielzeit 2015/16 war sie Mitglied der Accademia di Perfezionamento per cantanti Lirici des Teatro alla Scala. 2017 debütierte dort in der Titelrolle von Donizettis Anna Bolena und als Musetta in Puccinis La Bohème sowie 2019 als Elettra in Mozarts Idomeneo.
Als Gräfin Almaviva in Le nozze di Figaro debütierte sie 2015 an der Deutschen Oper Berlin und verkörperte diese Rolle dann 2017 an der Bayerischen Staatsoper in einer Neuproduktion unter der Regie von Christoph Loy. Während der Probenphase für diese Premiere gab sie dort schon kurz vorher ihr Hausdebüt als Einspringerin in der Rolle der Fiordiligi in Così fan tutte. Auch in den Folgejahren bildeten Partien in Opern von Mozart den Schwerpunkt ihres Wirkens. An der New Yorker Metropolitan Opera trat sie erstmals im Januar 2019 als Donna Elvira, bei späteren Produktionen auch als Donna Anna in Don Giovanni auf und stellte erstere in der Folgezeit auch an der Wiener Staatsoper (2019) und bei den Salzburger Festspielen (2021) dar. Ihr Debüt am Londoner Royal Opera House gab sie im Januar 2022 als Gräfin Almaviva in Le nozze di Figaro.
Als Mimì in Puccinis La Bohème wirkte sie 2022 in einer am Teatro dell’Opera di Roma produzierten Verfilmung, die von Rai – Radiotelevisione Italiana ausgestrahlt wurde, sowie am Palau de les Arts in Valencia. Im Juni 2022 gab sie als Amelia in Verdis Simon Boccanegra ihr Haus- und Rollendebüt an der Opéra Royal de Wallonie in Lüttich. Weitere Gastspiele führten sie unter anderem an das Teatro Real Madrid, die Opéra national de Lorraine, das Teatro Comunale di Bologna, das Teatro Regio di Torino, die Chicago Lyric Opera, die Berliner Staatsoper, die Hamburgische Staatsoper, die Staatsoper Stuttgart und Oper Köln.
Sie arbeitete mit Dirigenten zusammen wie Daniel Barenboim, Zubin Mehta, Yannick Nézet-Séguin, Christoph von Dohnányi, Eun Sun Kim, Antonio Pappano, Teodor Currentzis, Ivor Bolton, Philippe Jordan, Cornelius Meister, Adam Fischer und Michele Mariotti.
Lombardi wirkt auch als Konzertsängerin. Zu ihrem Repertoire zählen die Sopranpartien in Beethovens 9. Sinfonie, in Mozarts Requiem und in Rossinis Messa di Gloria.

## Opernrollen (Auswahl)
- Bellini: Titelrolle in Norma

- Bizet: Micaëla in Carmen
- Donizetti: Titelrolle in Anna Bolena
- Mozart: Donna Elvira und Donna Anna in Don Giovanni
- Mozart: Gräfin Almaviva in Le nozze di Figaro
- Mozart: Fiordiligi in Cosi fan tutte
- Mozart: Elettra in Idomeneo
- Mozart: Vitellia in La clemenza di Tito
- Puccini: Musetta und Mimì in La Bohème
- Verdi: Amelia Grimaldi in Simon Boccanegra
- Verdi: Desdemona in Otello
- Verdi: Elisabeth in Don Carlos
- Verdi: Anna in Nabucco

## Preise (Auswahl)
- 2019: Premio Franco Abbiati[18]

## Diskografie
- Giuseppe Verdi: Otello. Federica Lombardi (Desdemona), Jonas Kaufmann (Otello), Orchestra dell'Accademia Nazionale di Santa Cecilia, Dirigent: Antonio Pappano (Sony;  2020)